# Invented
Invented è il settimo album discografico in studio del gruppo musicale alternative rock statunitense Jimmy Eat World, pubblicato nel settembre 2010.

## Tracce
1. Heart Is Hard to Find – 3:18
2. My Best Theory – 3:23
3. Evidence – 4:41
4. Higher Devotion – 3:02
5. Movielike – 3:50
6. Coffee and Cigarettes – 3:46
7. Stop – 3:37
8. Littlething – 4:07
9. Cut – 4:57
10. Action Needs an Audience – 2:45
11. Invented – 7:07
12. Mixtape – 6:32

## Formazione
Gruppo
- Jim Adkins - voce, chitarra
- Tom Linton - chitarra, piano, voce (10)
- Rick Burch - basso, cori
- Zach Lind - batteria, percussioni

Altri musicisti
- Courtney Marie Andrews - cori
- Rachel Haden - cori
- Doug Borrmann - synth